# Procés Frasch

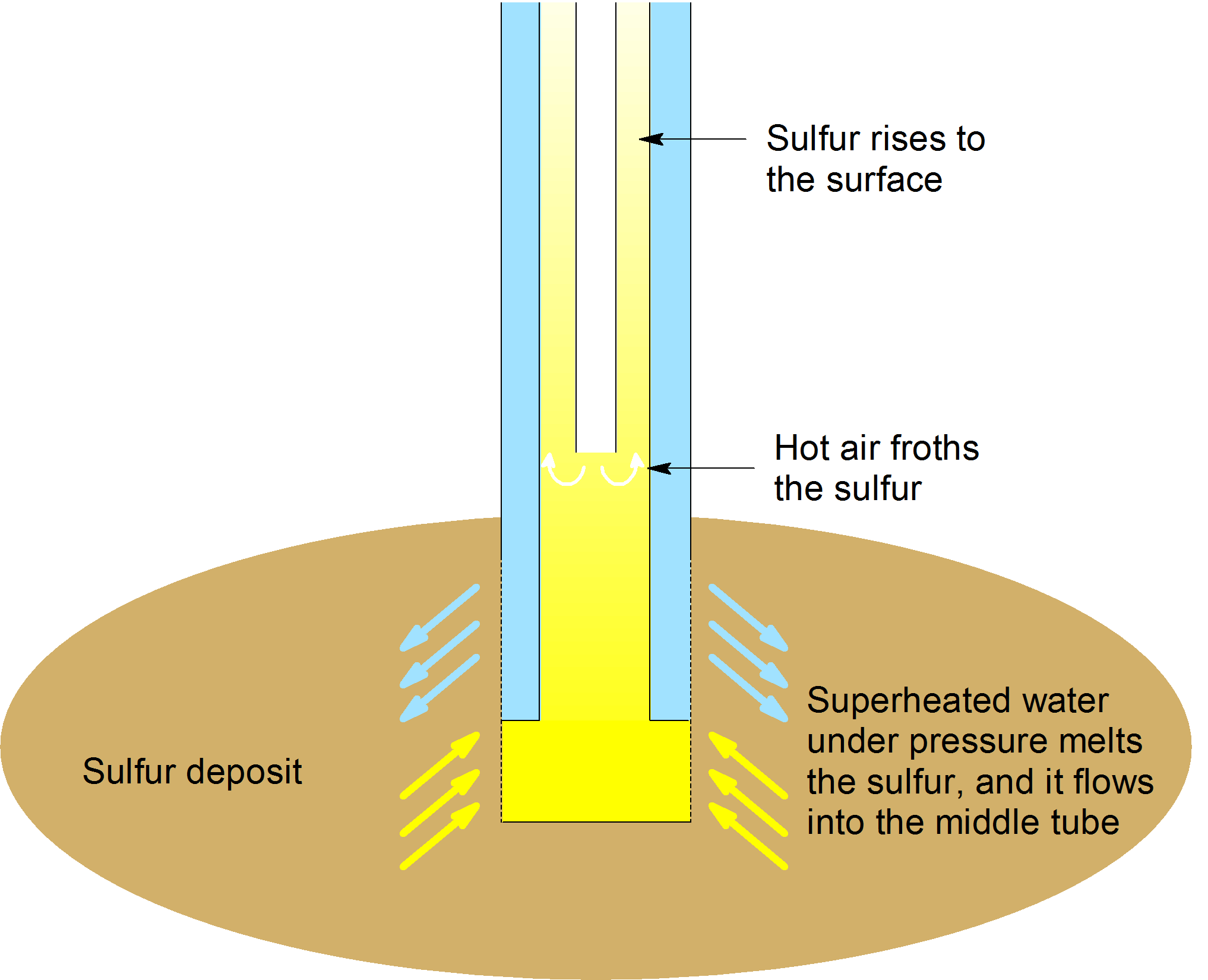
Diagrama del Procés Frasch (en anglès).

El procés Frasch és un mètode per extreure sofre de dipòsits subterranis. És l'únic mètode econòmic de recuperació de sofre a partir de dipòsits elementals. La major part del sofre del món es va obtenir d'aquesta manera fins a finals del segle XX quan el sofre recuperat de fonts de petroli i gas es va convertir en el sistema comú (vegeu el procés de Claus).
En el procés Frasch es bomba aigua sobreescalfada en el dipòsit de sofre, el sofre es fon i s'extreuinjectant aire comprimit. El procés Frasch és capaç de produir sofre d'un alt grau de puresa.

## Història
L'any 1867, es va descobrir sofre a una formació no permeable d'una volta de sal en Calcasieu Parish, Louisiana, però era sota arenes movedisses, el que va impedir l'extracció convencional. El 1894 el químic nord-americà d'origen alemany, Herman Frasch (1852-1914), va idear el seu mètode Frasch d'extracció del sofre utilitzant tubs per obviar les arenes movedisses. El procés va tenir èxit el 24 de desembre de 1894 quan el primer sofre fos va ser portat a la superfície. No obstant això, l'alt cost del combustible necessari per escalfar l'aigua va fer que el procés no fos econòmic fins al 1901 quan el descobriment del jaciment petrolífer de Spindletop a Texas va proporcionar combustible barat. El procés Frasch va començar la producció econòmica a Sulphur Mines, Louisiana l'any 1903.
Quan la patent de Frasch va expirar, el procés va ser àmpliament aplicat als dipòsits de sofre similars al llarg de la costa del Golf dels Estats Units. La segona mina en emprar el procés Frasch va ser al comtat de Brazoria, Texas el 1912. La costa del Golf dels Estats Units va arribar a dominar la producció de sofre mundial a principis i mitjans del segle xx. No obstant això, a partir de la dècada de 1970, la recuperació de sofre com a subproducte del petroli i el gas natural va baixar el preu del sofre i això va fer que tanquessin moltes mines que utilitzaven el procés Frasch. L'última mina de sofre Frasch dels Estats Units va tancar el 2000. A l'Iraq una mina de Frasch va tancar el 2003 degut a la invasió nord-americana de l'Iraq.
El procés Frasch encara s'utilitza per treballar dipòsits de sofre a Mèxic i Polònia.

## Procés
En el procés Frasch, s'introdueixen tres tubs concèntrics en el dipòsit de sofre. L'aigua sobreescalfada (165 °C, 2,5 a 3 MPa) s'injecta a través del tub més extern. El sofre (punt de fusió 115 ° C) es fon i flueix cap al tub del mig. La pressió de l'aigua per si sola no és capaç de forçar el sofre a pujar cap a la superfície a causa de la major densitat de sofre fos, per aquest motiu s'introdueix aire calent a través del tub més intern per escumar el sofre, baixant així la densitat i empenyent-lo cap a la superfície.
El sofre obtingut pot ser molt pur (99,7-99,8%) essent de color groc clar. Si està contaminat per compostos orgànics, pot tenir un color lleugerament més fosc; la purificació addicional no és rendible i en general no és necessària. Per aquest mètode, els Estats Units van produir 3.890.000 de tones de sofre el 1989, i Mèxic 1,02 milions de tones de sofre l'any 1991.
El procés Frasch es pot utilitzar per a dipòsits entre 50-800 metres de profunditat. Calen 3-38 metres cúbics d'aigua sobreescalfada per a produir cada tona de sofre, i el cost d'energia associada és significatiu. S'ha descrit un model adequat per a la demostració a l'aula del procés de Frasch.